# Álex Calvo-Sotelo
Alejandro Calvo-Sotelo (Madrid, 1959) es un director, guionista y productor de cine español.
Ha dirigido dos largometrajes y tres cortometrajes, así como diversos documentales y video-clips.
Ha coescrito diversos guiones, en especial dos largometrajes con el reconocido escritor Ignacio del Moral.
Desde sus inicios en el mundo audiovisual ha trabajado en cine, publicidad y televisión en diferentes departamentos tales como atrezzo, decoración, cámara, montaje, guion, dirección y producción.
Se especializó como primer ayudante de dirección trabajando a las órdenes de reconocidos directores como Milos Forman, Terry Gilliam, Richard Lester, Mario Monicelli, Paul Verhoeven, Agustí Villaronga y Jaime Chávarri, entre otros.
Ha ejercido la docencia en el ámbito cinematográfico en el Cabildo de Tenerife (1997), en la Universidad de las Islas Baleares (2007) y en la Escuela de cine del sáhara (2012).
Ha realizado tres exposiciones de fotografía en Madrid, Palma de Mallorca y Soria.
En 1992 fue productor del concierto del grupo Los Intocables en la Sala Revolver de Madrid, banda formada por Raimundo Amador en los años posteriores a la escisión de Pata Negra.

## Filmografía

### Largometrajes
- Se buscan fulmontis (1999), director
- El mundo alrededor (2006), director, guionista y productor

### Cortometrajes
- Aquí hacemos los sueños realidad (1995), director
- Igual caen dos (El atardecer del Pezuñas) (1997), director
- El pollo que se muerde la cola (2002), director

### Documentales
- Montaje de atracciones. Universidad Complutense de Madrid. (1982)
- La elaboración del vino (1990), director. Ganador de la V Muestra de Cine de Empresa.
- Gira de Los Enemigos en Méjico (1996)
- Concierto de Los Enemigos en el teatro Bretón de Salamanca (2001)

### Videoclips
- "Dentro". Los Enemigos
- "An-tonio". Los Enemigos
- "La cuenta atrás". Los Enemigos
- "La carta que no...". Los Enemigos

- Datos: Q6172647